# Žilina (regio)
De regio Žilina (Slowaaks: Žilinský kraj) is een bestuurlijke regio van Slowakije bestaande uit elf okresy (districten). De hoofdstad is Žilina.

## Bevolking
Op 1 januari 2021 telde de regio Žilina 691.613 inwoners, waarmee het de vierde van de acht regio's van Slowakije is qua inwonersaantal. Van de bevolking was 340.727 man (49,27%) en 350.886 vrouw (50,73%). Van de 808.931 inwoners leefden er 332.406 in steden en 359.207 in dorpen op het platteland; de urbanisatiegraad is laag en bedroeg 48,06%. Van de bevolking in 2021 was 109.823 tussen de 0-14 jaar (15,88%), gevolgd door 469.290 personen tussen de 15-64 jaar (67,85%) en tot slot waren 112.500 personen 65 jaar of ouder (16,27%). Námestovo had met 21,57% het hoogste percentage kinderen tot de leeftijd van 15 jaar, terwijl Turčianske Teplice met 19,87% het hoogste percentage 65-plussers had.

### Etniciteit en taal
De etnische Slowaken vormen de grootste etnische groep in Žilina: 657.406 van de 691.613 inwoners waren etnische Slowaken, oftewel 95,05% van de totale bevolking. Hiermee is Žilina de regio met het hoogste aandeel Slowaken in de totale bevolking. Het percentage Slowaken varieerde echter van 93,29% in Liptovský Mikuláš tot 97,88% in Námestovo (hoogst in heel Slowakije). De Tsjechen (4.035 personen - 0,58%) waren de grootste minderheidsgroep. Er waren ook kleinere minderheidsgroepen woonachtig in de regio, maar zij vormden elk minder dan 0,5% van de bevolking.
Belangrijke moedertalen waren het Slowaaks (654.039 sprekers - 94,57%), gevolgd door het Tsjechisch (4.763 sprekers - 0,69%).

### Religie
De regio Žilina had in 2021 het hoogste aandeel leden van de Rooms-Katholieke Kerk in Slowakije: 454.957 van de 691.613 inwoners was lid van deze kerkgenootschap, oftewel 65,78% van de totale bevolking. 133.335 personen hadden geen religieuze overtuiging, hetgeen overeenkomt met 19,28% van de totale bevolking. De Evangelische Kerk van de Augsburgse Confessie in Slowakije had 54.399 leden - 7,87%, terwijl de Grieks-Katholieke Kerk 3.890 leden had (0,56% van de bevolking). Er waren ook overige religies, die elk minder dan 0,5% van de bevolking uitmaakten.

## Districten
| - Bytča - Čadca - Dolný Kubín - Kysucké Nové Mesto - Liptovský Mikuláš - Martin - Námestovo - Ružomberok - Turčianske Teplice - Tvrdošín - Žilina |

Banská Bystrica · Bratislava · Košice · Nitra · Prešov · Trenčín · Trnava · Žilina
(Lijst van vlaggen van Slowaakse regio's)